# Seidelova matrika sosednosti
Seidelova matrika sosednosti (tudi (0, -1, 1) matrika sosednosti) enostavnega grafa {\displaystyle G\,} je simetrična matrika, ki ima vrstice in stolpce za vsako vozlišče grafa. Matrika ima vrednost 0 na diagonali in v odvisnosti od lege vozlišča vrednost -1, če sta vozlišči sosedni, in vrednost +1, če vozlišči nista sosedni. 
Večkratna množica lastnih vrednosti matrike se imenuje Seidelov spekter.
Lastne vrednosti Seidelove matrike sosedstva so vrednosti, ki se jih proučuje pri strogo regularnih grafih.